# 史謙光
史謙光（？—？），字豫庵，号敬轩，山西武鄉縣人，清朝政治人物。同进士出身。

## 生平
乾隆十年（1745年），登进士，授江西奉新縣知縣。